# Stöckigt (Grobau)

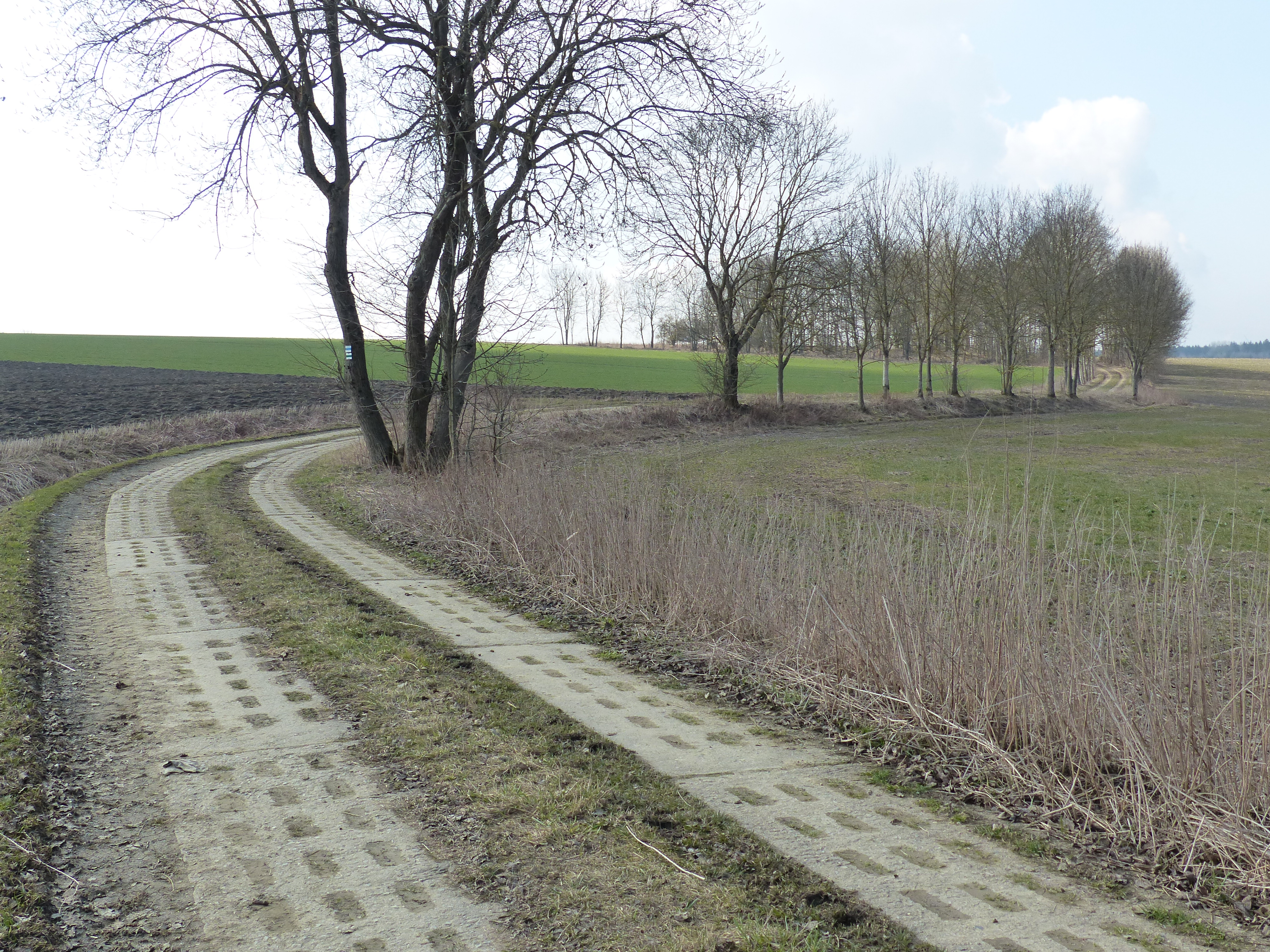
Kolonnenweg zum Wäldchen mit Fundamentresten des Weilers Stöckigt

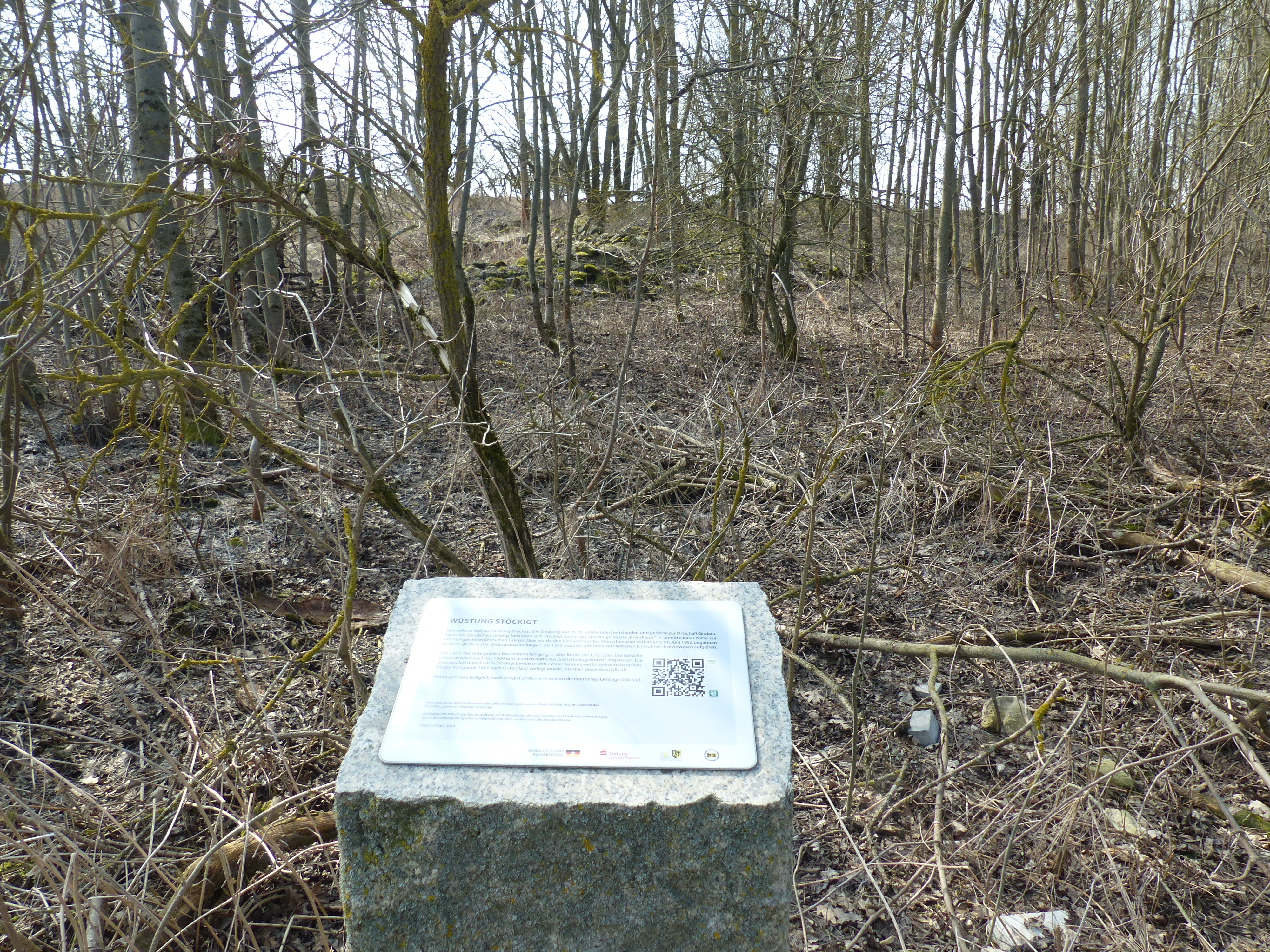
Gedenkstein vor den Grundmauern eines Hofes

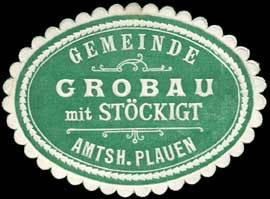
Siegel der Gemeinde Grobau mit Stöckigt

Stöckigt war ein Weiler bei Grobau im sächsischen Vogtlandkreis, der im Zuge der DDR-Grenzsicherung an der Innerdeutschen Grenze im Jahr 1963 zerstört wurde. Als Teil der Gemeinde Grobau kam die Flur von Stöckigt am 4. Juli 1983 zur Gemeinde Kemnitz, am 1. Januar 1994 zur Gemeinde Burgstein und am 1. Januar 2011 zur Gemeinde Weischlitz.

## Geographie

### Geographische Lage und Verkehr
Die devastierte Ortslage Stöckigt liegt im Westen der Gemeinde Weischlitz zwischen Grobau im Norden und Gutenfürst im Osten. Die Streusiedlung befand sich in der Grobauer Flur am Paschersteig zwischen der Landesgrenze zu Bayern im Westen und der Bahnstrecke Leipzig–Hof mit dem einstigen Grenzbahnhof Gutenfürst im Osten. Direkt an der bayerischen Grenze lag das Brandhaus. Südöstlich der einstigen Ortslage befindet sich der Steinpöhl (592 m). In unmittelbarer Nähe westlich des einstigen Orts befindet sich der ehemalige Grenzstreifen der innerdeutschen Grenze, der heute als Grünes Band Deutschland unter Naturschutz steht. Etwas weiter westlich befindet sich der Drei-Freistaaten-Stein auf dem Dreiländereck Sachsen–Bayern–Thüringen. An Stöckigt führt der Kammweg Erzgebirge–Vogtland vorbei.
Die einstige Ortslage Stöckigt befindet sich im Westen des Vogtlandkreises und im sächsischen Teil des historischen Vogtlands an der Grenze zum Bayerischen Vogtland. Geografisch liegt der Ort im Zentrum des Naturraums Vogtland (Mittelvogtländisches Kuppenland).

### Nachbarorte
|                          | Grobau                                      |            |
|                          | Kompassrose, die auf Nachbargemeinden zeigt | Gutenfürst |
| Münchenreuth, Feilitzsch |                                             |            |

## Geschichte
Stöckigt war eine Streusiedlung von Häuslern, die im Jahr 1791 erstmals erwähnt wurde. Sie befand sich in der Flur von Grobau. Bezüglich der Grundherrschaft gehörte Stöckigt anteilig zu den Rittergütern Gutenfürst und Grobau. Kirchlich gehörte der Ort zur Streitpfarre Mißlareuth. Als Ortsteil von Grobau gehörte Stöckigt bis 1856 zum kursächsischen bzw. königlich-sächsischen Amt Plauen. 1856 wurde der Ort dem Gerichtsamt Plauen und 1875 der Amtshauptmannschaft Plauen angegliedert. Die Bevölkerung belief sich um 1890 auf 24 Personen.

Durch die zweite Kreisreform in der DDR kam Stöckigt als Teil der Gemeinde Grobau im Jahr 1952 zum Kreis Plauen-Land im Bezirk Chemnitz (1953 in Bezirk Karl-Marx-Stadt umbenannt). Aufgrund der Lage im 5 Kilometer breiten Sperrgebiet an der Grenze zur BRD war der Weiler Stöckigt für die Grenzsicherung bedeutsam. Ein Grund dafür war der 593 m hohe Zapfenstein südlich des Orts, von dem man eine gute Sicht auf den Grenzbahnhof Gutenfürst und das Grenzvorfeld hatte. Aus diesem Grund mussten bis 1959 alle Einwohner den Ort zwangsweise verlassen. 
 Die Deutsche Grenzpolizei (DGP) unterhielt in Stöckigt bis 1967 eine Grenzkompanie. Mit ihrer Verlegung nach Gutenfürst wurden 1967 alle noch bestehenden Häuser in Stöckigt abgerissen. Aufgrund des verstärkten Ausbaus des Grenzbahnhofs Gutenfürst wurde in den 1970er Jahren auf dem Zapfenstein eine Führungsstelle der Grenztruppen errichtet. Durch die Eingemeindung von Grobau zu Kemnitz kam auch Stöckigt am 4. Juli 1983 zu Kemnitz.

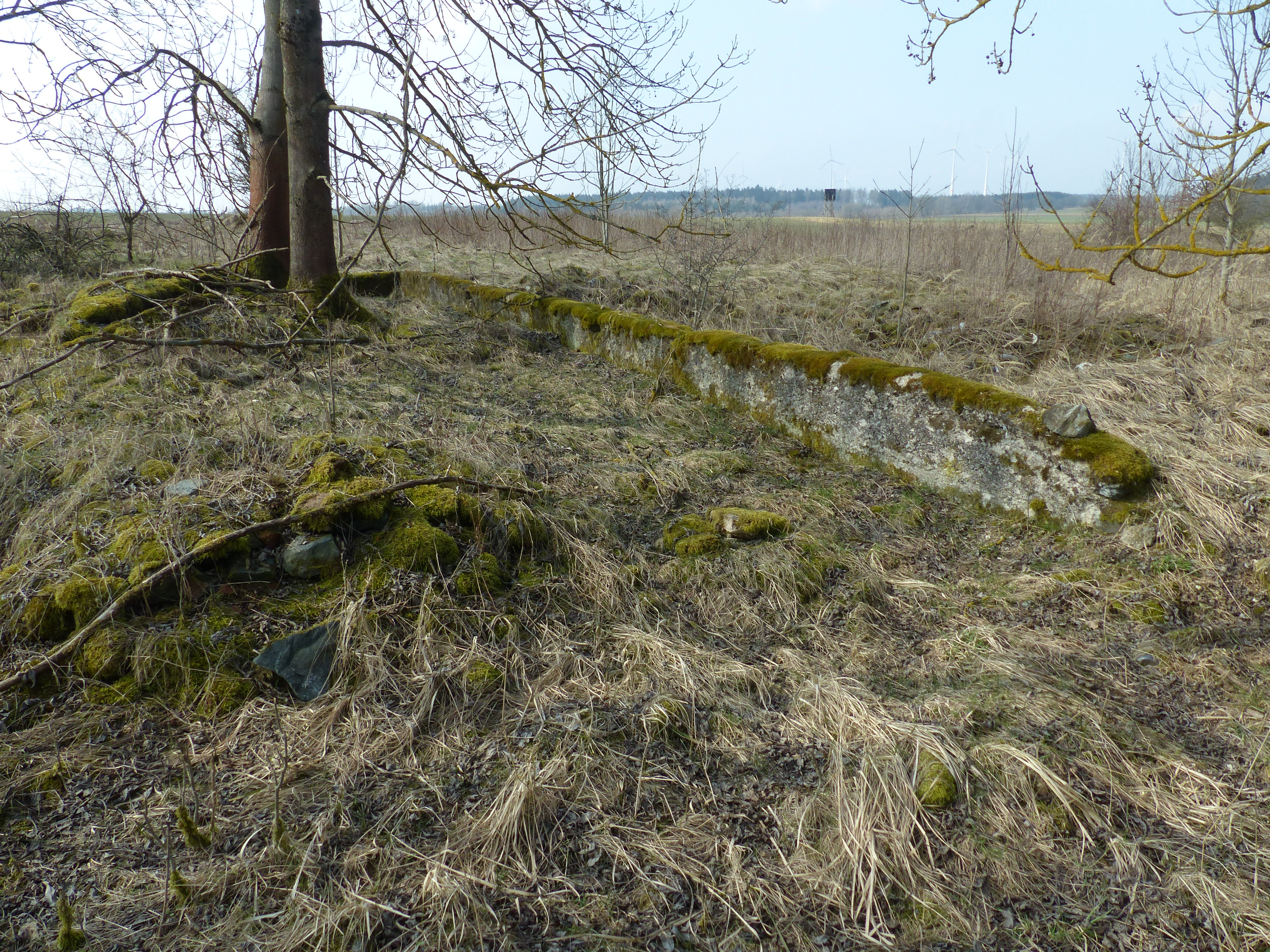
Modernere Fundamentreste
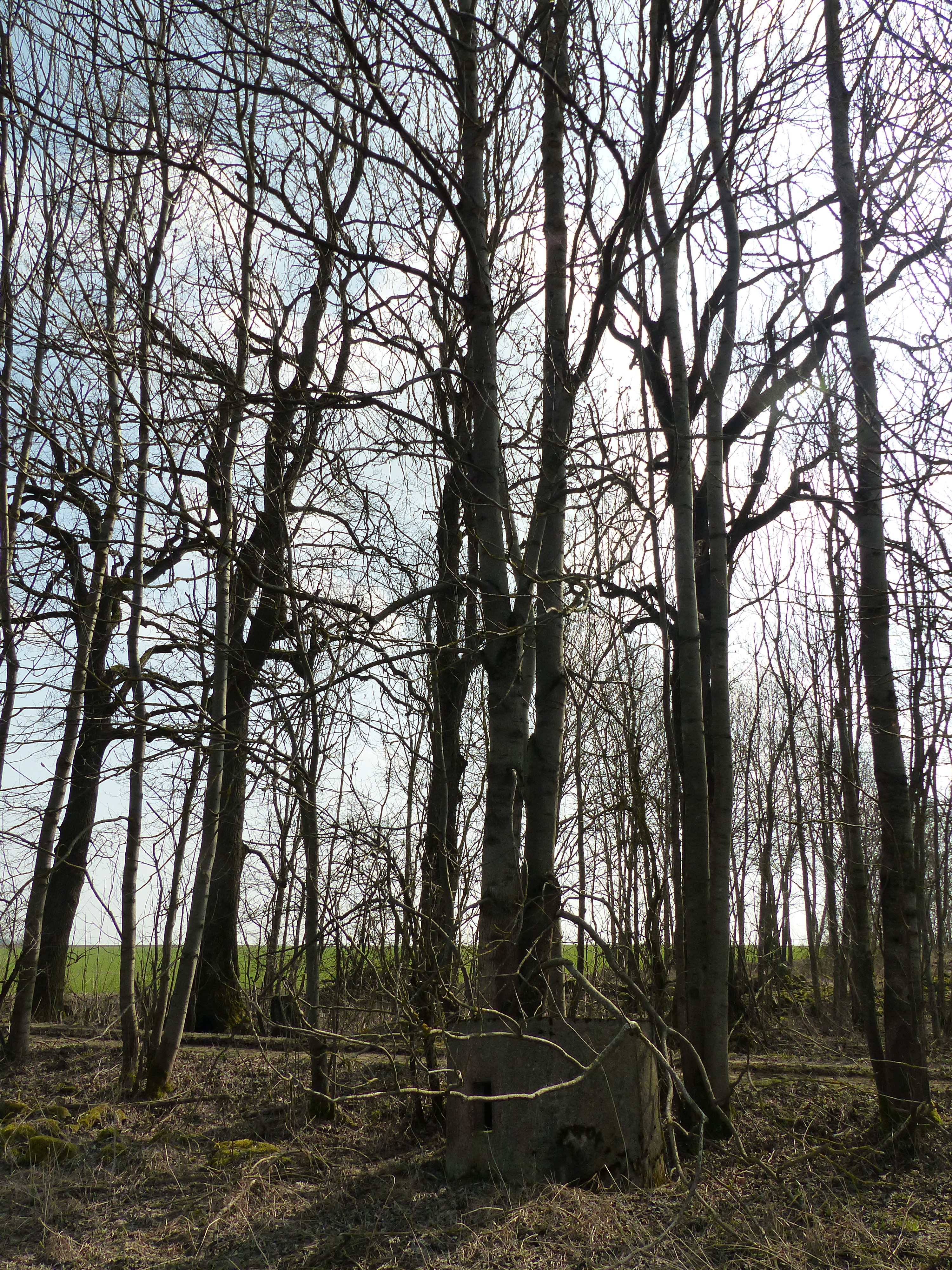
Baum, der in einem Betonring hochgewachsen ist
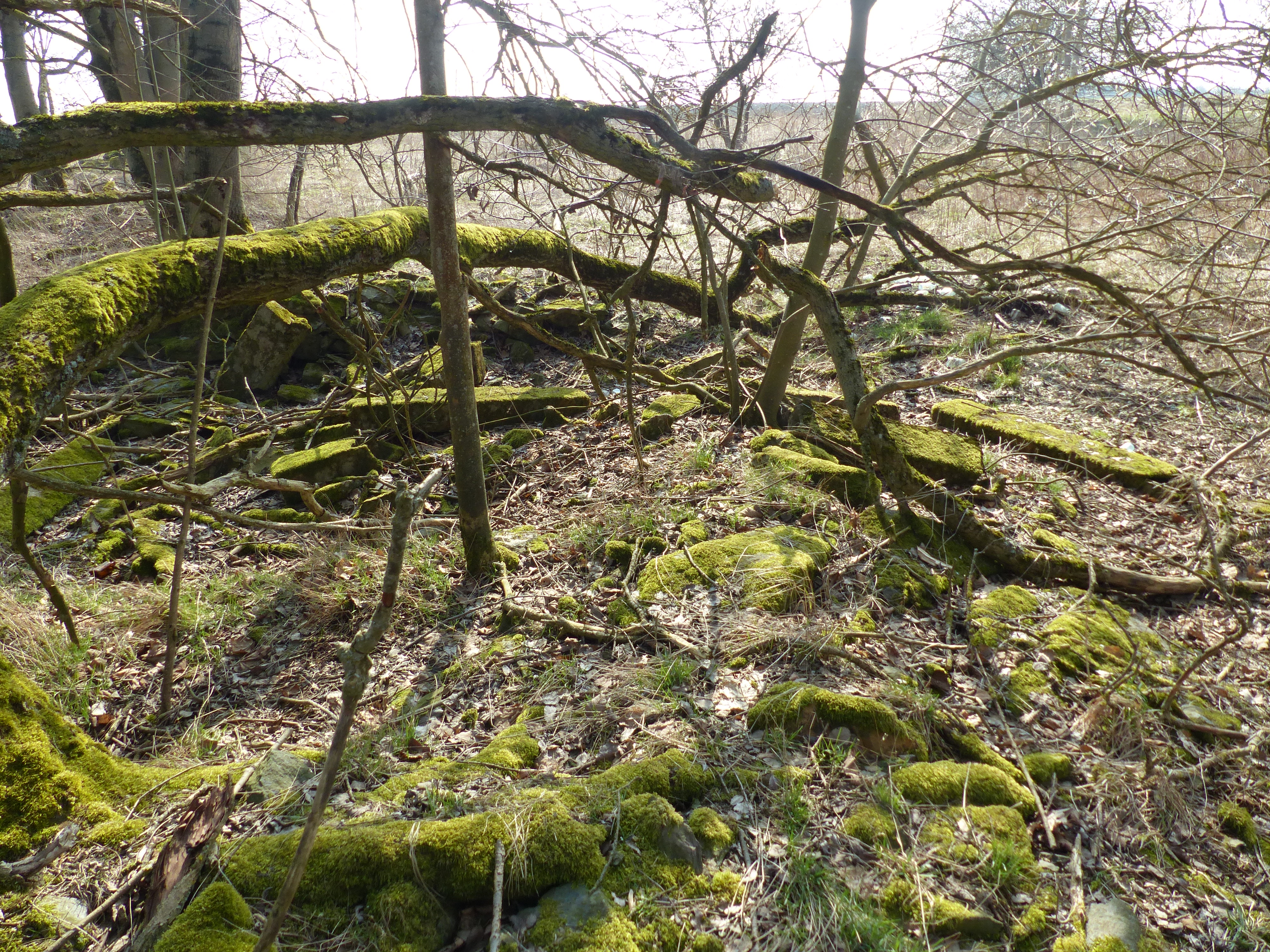
Verstreute Überreste
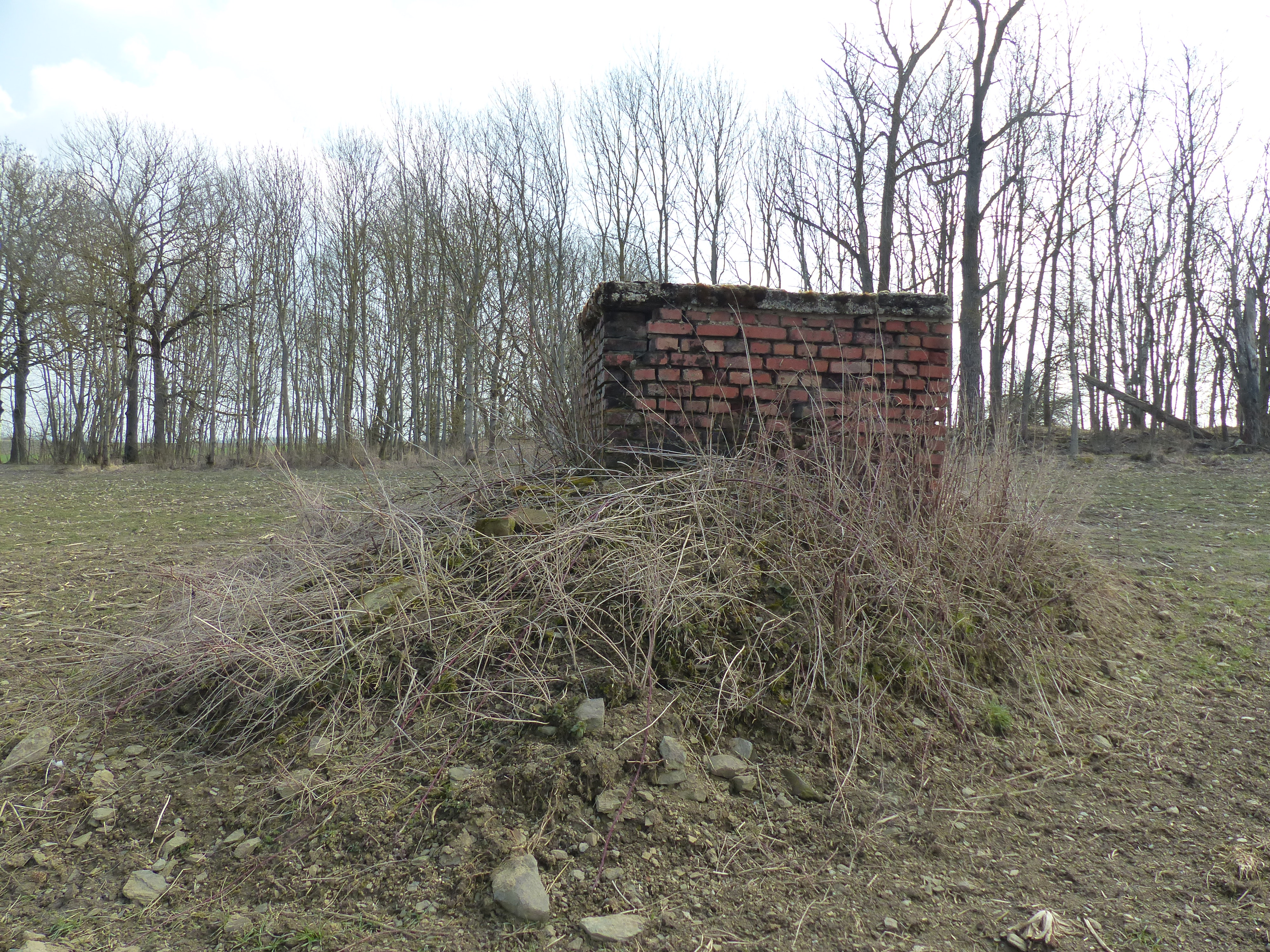
Quader aus Ziegeln im Feld

Von den älteren Gebäuden sind 2021 Fundamentreste und Anhäufungen von Bruchstein erkennbar. Auf dem Gelände sind Baustoffe, Metallteile von Gerätschaften oder Einzäunungen, Glas- und andere Abfälle verstreut. Vermutlich aus der Zeit der Grenzüberwachung stammen Fundamentreste aus Beton und Bodenplatten. Das Areal konzentriert sich auf ein Wäldchen, welches über den Kolonnenweg bzw. den als Parschersteig bezeichneten Weg erreichbar ist, der von der Verbindungsstraße zwischen Grobau und Gütenfürst abzweigt. Anwesen, die sich weiter westlich befanden, sind in einem großflächig angelegten Feld und einer Wiese aufgegangen und haben keine sichtbaren Spuren hinterlassen. In der Verlängerung des Weges gelangt man zum Drei-Freistaaten-Stein.
Mit der Wende endete für Stöckigt die Lage im Sperrgebiet. Der einstige Grenzstreifen gehört seitdem zum Naturschutzgebiet Grünes Band Deutschland. Als Teil der Gemeinde Kemnitz gehörte die Flur von Stöckigt ab 1990 zum sächsischen Landkreis Plauen. Am 1. Januar 1994 schloss sich die Gemeinde Kemnitz mit sechs weiteren Gemeinden zur Gemeinde Burgstein zusammen, die seit 1996 zum Vogtlandkreis gehörte. Mit der Eingliederung der Gemeinde Burgstein in die Großgemeinde Weischlitz gehört die einstige Ortslage Stöckigt seit dem 1. Januar 2011 zum Ortsteil Grobau der Gemeinde Weischlitz.